# Cleistogamia

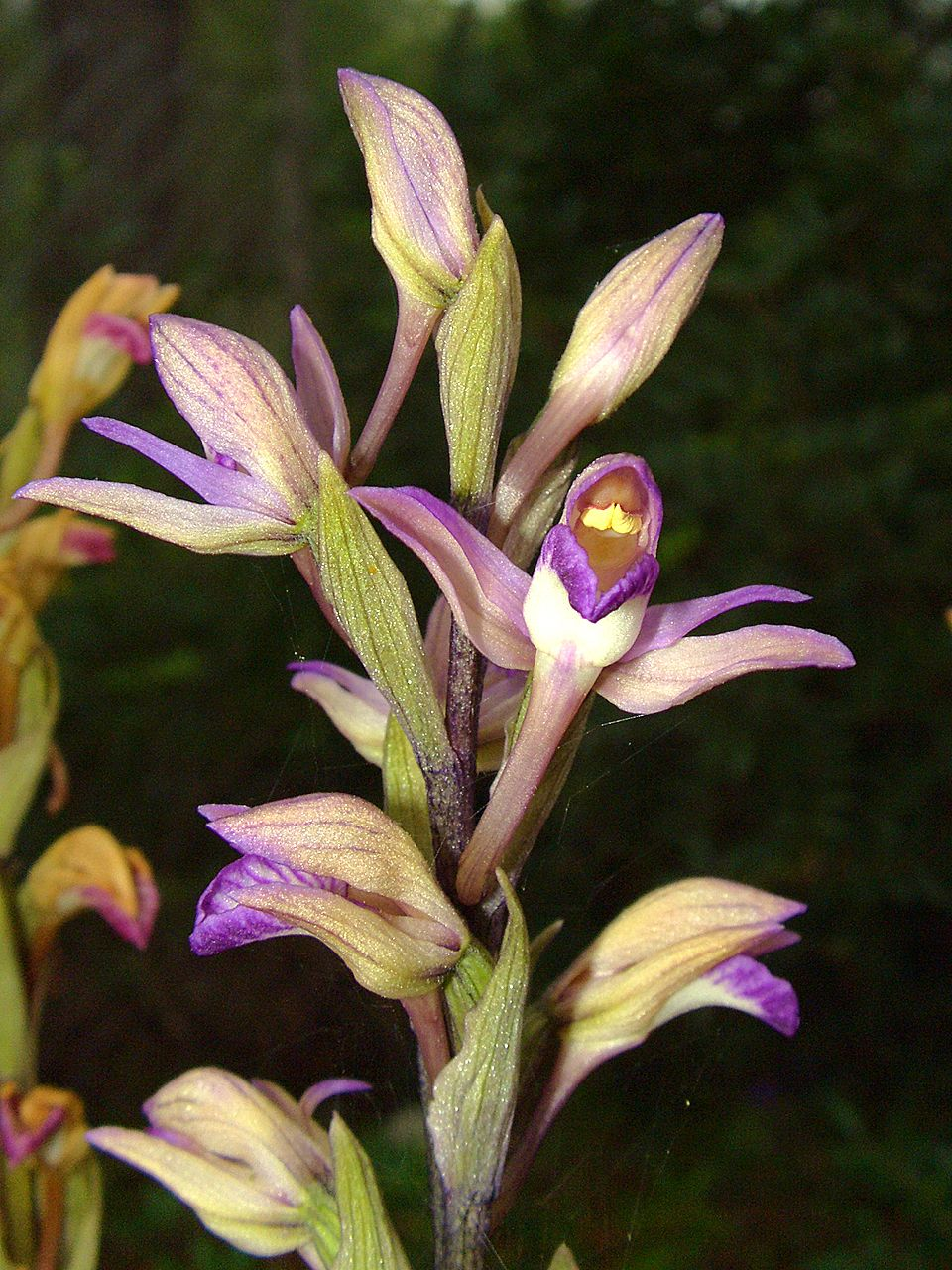
Il Limodorum abortivum è un'orchidea cleistogama facoltativa.

In botanica la cleistogamia è una forma di riproduzione per autoimpollinazione che si verifica senza che avvenga l'apertura dei fiori. Una specie in cui si verifica questa modalità di fecondazione autogama è detta cleistogama.
La cleistogamia può essere facoltativa o obbligata. Nel primo caso, la medesima specie può presentare sia fiori cleistogami che fiori casmogami, cioè che presentano l'usuale meccanismo di impollinazione incrociata dopo la fioritura. Le specie cleistogame obbligate invece si riproducono esclusivamente per autofecondazione.

## Etimologia
Il termine, che deriva dal greco kleistós= chiuso e gámos= matrimonio, fu coniato da Kuhn nel 1867 per indicare i fiori in cui la unione dei gameti maschili e femminili (ed il conseguente sviluppo del frutto) avvengono senza che il fiore stesso si apra.

## Specie cleistogame
Secondo una recente revisione, la cleistogamia è presente in 693 specie di angiosperme, distribuite in 228 generi e 50 famiglie.

La cleistogamia è frequente tra le Graminacee (p.es. riso e frumento), in alcune specie di Orchidaceae (Epipactis spp., Limodorum spp., Serapias spp., Traunsteinera spp.), nelle Violaceae (Viola spp.), nelle Primulaceae (Hottonia spp.) ed in alcune piante carnivore (Utricularia spp., Drosera spp.) 